# NGC 7173
NGC 7173 é uma galáxia elíptica (E) localizada na direcção da constelação de Piscis Austrinus. Possui uma declinação de -31° 58' 23" e uma ascensão recta de 22 horas, 02 minutos e 03,1 segundos.
A galáxia NGC 7173 foi descoberta em 25 de Setembro de 1834 por John Herschel.